# Enteroctopus juttingi
Enteroctopus juttingi är en bläckfiskart som beskrevs av Robson 1929. Enteroctopus juttingi ingår i släktet Enteroctopus och familjen Octopodidae. Inga underarter finns listade i Catalogue of Life.